# Prova femenina de Rifle 3 posicions 50m als JJOO París 2024
La prova femenina de rifle 3 posicions 50m als Jocs Olímpics de París de 2024 serà l'11a edició de l'esdeveniment femení en unes Olimpíades. La prova es disputarà entre el 31 de juliol i l'1 d'agost de 2024 al Centre Nacional de Tir, a la ciutat de Chateauroux.
La tiradora suïssa Nina Christen és l'actual campiona de la disciplina olímpica després de guanyar la medalla d'or als Jocs Olímpics de Tòquio de 2020, per davant de les russes Yulia Zykova i Yulia Karimova, qui van guanyar la medalla de plata i de bronze respectivament.
L'equip de la Xina és la selecció que més medalles ha guanyat amb 2 medalles d'or, 1 de plata i 2 de bronze, en les 10 edicions que la prova femenina de rifle 3 posicions 50 metres ha estat present als Jocs Olímpics. La xinesa Du Li i la polonesa Renata Mauer són les tiradores més guardonades en la història de l'esdeveniment, amb 1 medalla d'or i 1 de bronze cadascuna.

## Format
Les tiradores classificades s'han reduït de les 37 que hi va haver a Tòquio, a les 28 que hi haurà en aquesta edició.
La competició començarà amb la fase de classificació, on participaran les 28 tiradores classificades. Totes elles, dispararan 60 trets, 20 en cadascuna de les 3 posicions (estirades, de genolls i dempeus). Les 8 atletes amb la puntuació més alta, passaran a la final, que consistirà de dues fases: la fase eliminatòria i la Medal Match (partida per la medalla). En la fase eliminatòria, les 8 atletes començaran des de 0 i hauran de disparar 30 trets cadascuna (10 en cada una de les tres posicions). Un cop finalitzada la ronda, estaran decidides la 7a i 8a posició. Després d'una nova sèrie de 5 trets (en posició dempeus), es decidiran la 5a i la 6a posició. De nou, una nova sèrie de 5 trets (en posició dempeus), decidirà la medalla de bronze i la 4a posició. Finalment hi haurà la partida per la medalla, on les dues atletes finalistes tornaran a començar de zero i dispararan un tret en posició dempeus. Cada tret encertat seran dos punts (si empaten en una ronda tindran un punt cadascuna) i guanyarà la medalla d'or la primera que arribi als 16 punts.

## Classificació
França, com a país amfitrió ja té assignada una plaça a la prova. Les 2 places següents es van assignar en el Campionat d'Europa d'esdeveniments de 25 i 50m i les 4 places següents en el Campionat del Món de Rifle i Pistola de 2022. A partir d'aquí, les places s'assignaran en diferents tornejos i proves a nivell continental o mundial, que es disputaran entre el 2023 i el 9 de juny de 2024. Finalment entre les tiradores que encara no estiguin classificades, s'assignarà una plaça segons el rànquing mundial olímpic ISSF i la última plaça, segons el criteri de places universals, per garantir la diversitat dels participants. Cal tenir en compte que cada país, podrà tenir com a màxim dues competidores a la prova.
| Esdeveniment                         | Data                         | Seu              | Places | País          | Atleta              |
| ------------------------------------ | ---------------------------- | ---------------- | ------ | ------------- | ------------------- |
| País amfitrió                        | -                            | -                | 1      | França        |                     |
| Campionat d'Europa de 25m & 50m      | 5 - 18 setembre 2022         | Breslau          | 2      | Dinamarca     | Rikke Ibsen         |
| Campionat d'Europa de 25m & 50m      | 5 - 18 setembre 2022         | Breslau          | 2      | Txèquia       | Veronika Blazicková |
| Campionat del Món de Rifle & Pistola | 12 - 25 octubre 2022         | Caire            | 4      | Noruega       | Jenny Stene         |
| Campionat del Món de Rifle & Pistola | 12 - 25 octubre 2022         | Caire            | 4      | Xina          | Miao Wanru          |
| Campionat del Món de Rifle & Pistola | 12 - 25 octubre 2022         | Caire            | 4      | Estats Units  | Sagen Maddalena     |
| Campionat del Món de Rifle & Pistola | 12 - 25 octubre 2022         | Caire            | 4      | Corea del Sud | Lee Eun-seo         |
| Campionat de les Amèriques           | 6 - 13 novembre 2022         | Lima             | 1      | Estats Units  | Sarah Beard         |
| Jocs Europeus                        | 21 juny - 2 juliol 2023      | Cracòvia         | 1      | Polònia       | Natalia Kochanska   |
| Campionat del Món de Tir             | 14 - 31 agost 2023           | Bakú             | 4      | Xina          | Zhang Qiongyue      |
| Campionat del Món de Tir             | 14 - 31 agost 2023           | Bakú             | 4      | Suïssa        | Nina Christen       |
| Campionat del Món de Tir             | 14 - 31 agost 2023           | Bakú             | 4      | Índia         | Sift Kaur Samra     |
| Campionat del Món de Tir             | 14 - 31 agost 2023           | Bakú             | 4      | Alemanya      | Lisa Mueller        |
| Campionat d'Àfrica de Tir            | 1 - 10 octubre 2023          | Caire            | 1      | Egipte        | Alzahraa Shaban     |
| Jocs Panamericans                    | 20 octubre - 5 novembre 2023 | Santiago de Xile | 1      | Canadà        | Shannon Westlake    |
| Campionat d'Àsia de Tir              | 22 octubre - 2 novembre 2023 | Changwon         | 2      | Índia         | Shriyanka Sadangi   |
| Campionat d'Àsia de Tir              | 22 octubre - 2 novembre 2023 | Changwon         | 2      | Kazakhstan    | Arina Altukhova     |
| Campionat d'Oceania de Tir           | 30 octubre - 6 novembre 2023 | Brisbane         | 2      | Austràlia     | Emily Cane          |
| Campionat d'Oceania de Tir           | 30 octubre - 6 novembre 2023 | Brisbane         | 2      | Nova Zelanda  | Piper Benbow        |
| Campionat d'Àsia de Rifle & Pistola  | 5 - 18 gener 2024            | Jakarta          | 2      | Corea del Sud | Kim Je-hee          |
| Campionat d'Àsia de Rifle & Pistola  | 5 - 18 gener 2024            | Jakarta          | 2      | Kazakhstan    | Alexandra Le        |
| Campionat de les Amèriques           | 31 març - 7 abril 2024       | Buenos Aires     | 1      |               |                     |
| Campionat d'Europa de 25m & 50m      | Abril - maig 2024            | Osijek           | 2      |               |                     |
| Campionat d'Europa de 25m & 50m      | Abril - maig 2024            | Osijek           | 2      |               |                     |
| Campionat de classificació           | 11 - 19 abril 2024           | Rio de Janeiro   | 2      |               |                     |
| Campionat de classificació           | 11 - 19 abril 2024           | Rio de Janeiro   | 2      |               |                     |
| Rànquing mundial olímpic             | 9 juny 2024                  |                  | 1      |               |                     |
| Plaça Universal                      | -                            | -                | 1      |               |                     |

## Medaller històric
| Posició | País                | 1 | 2 | 3 | Total |
| ------- | ------------------- | - | - | - | ----- |
| 1       | Xina                | 2 | 1 | 2 | 5     |
| 2       | Estats Units        | 2 | 0 | 1 | 3     |
| 3       | Rússia              | 1 | 3 | 2 | 6     |
| 4       | Alemanya occidental | 1 | 1 | 0 | 2     |
| 5       | Polònia             | 1 | 0 | 2 | 3     |
| 6       | Suïssa              | 1 | 0 | 0 | 1     |
| 6       | Iugoslàvia          | 1 | 0 | 0 | 1     |
| 6       | Alemanya            | 1 | 0 | 0 | 1     |
| 9       | Bulgària            | 0 | 2 | 0 | 2     |
| 10      | Txèquia             | 0 | 1 | 1 | 2     |
| 11      | Sèrbia              | 0 | 1 | 0 | 1     |
| 11      | Itàlia              | 0 | 1 | 0 | 1     |
| 13      | Cuba                | 0 | 0 | 1 | 1     |
| 13      | URSS                | 0 | 0 | 1 | 1     |